# Hacıbebek, Türkoğlu
Hacıbebek là một xã thuộc huyện Türkoğlu, tỉnh Kahramanmaraş, Thổ Nhĩ Kỳ. Dân số thời điểm năm 2010 là 8174 người.